# Christoph Scheiner
Christoph Scheiner SJ (25. července 1573 nebo 1575 v Markt Waldu poblíž Mindelheimu ve Švábsku – 18. července 1650 v Nyse ve Slezsku) byl německý jezuitský kněz, fyzik, optik, astronom a mechanik.

## Životopis

### Augsburg, Dillingen: 1591–1605
Od května 1591 do 24. října 1595 navštěvoval jezuitské gymnázium sv. Salvatora v Augsburgu. Graduoval jako "rétor" a vstoupil do jezuitského řádu v Landsbergu nad Lech 26. října 1595. Léta 1598–1601 strávil v Ingolstadtu studiem filosofie (metafyziky a matematiky). V roce 1603 vynalezl pantograf, zařízení, které umožňuje v různém měřítku duplikovat plány a výkresy. Od roku 1603 do roku 1605 vyučoval humanitní předměty. Léta kdy vyučoval latinu na jezuitské gymnázium v Dillingenu mu přinesla titul Magister Artium.

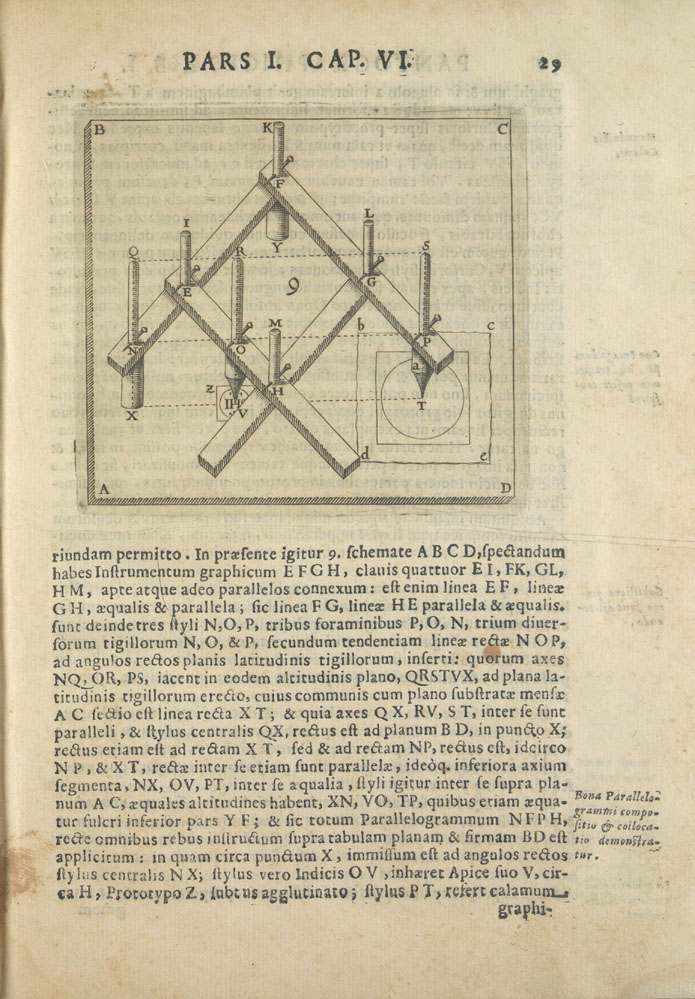
Pantograf

### Ingolstadt: 1605–1617
Od podzimu 1605 do 1609 studoval v Ingolstadtu teologii. Díky vynálezu pantografu byl již považován za významného člověka. Vévoda Vilém V. Bavorský ho pozval do Mnichova aby svůj vynález předvedl.
14. března 1609, vstoupil do svatého řádu jako diákon. Studia Scheiner ukončil 30. 6. 1609 svojí první prací "Teologické these" a disputací (PhD v teologii).
V letech 1610 až 1616/1617 pracoval jako nástupce Otce Johanna Lantze SJ v Ingolstadtu, kde vyučoval matematiku (fyziku a astronomii) a hebrejštinu. Přednášel o slunečních hodinách, praktické geometrii, astronomii, optice a dalekohledu.
V březnu 1611 poprvé uviděl sluneční skvrny. Jejich systematickému studiu se věnoval od října 1611. Podal o tom zprávu Tres Epistolae de Maculis Solaribus Scriptae ad Marcum Welserum, česky Tří dopisy o slunečních skvrnách napsané Marcu Welserovi, kterou publikoval pod pseudonymem Apelles latens post tabulam. Marcus Welser ji vydal 5. ledna 1612 v Augsburgu.

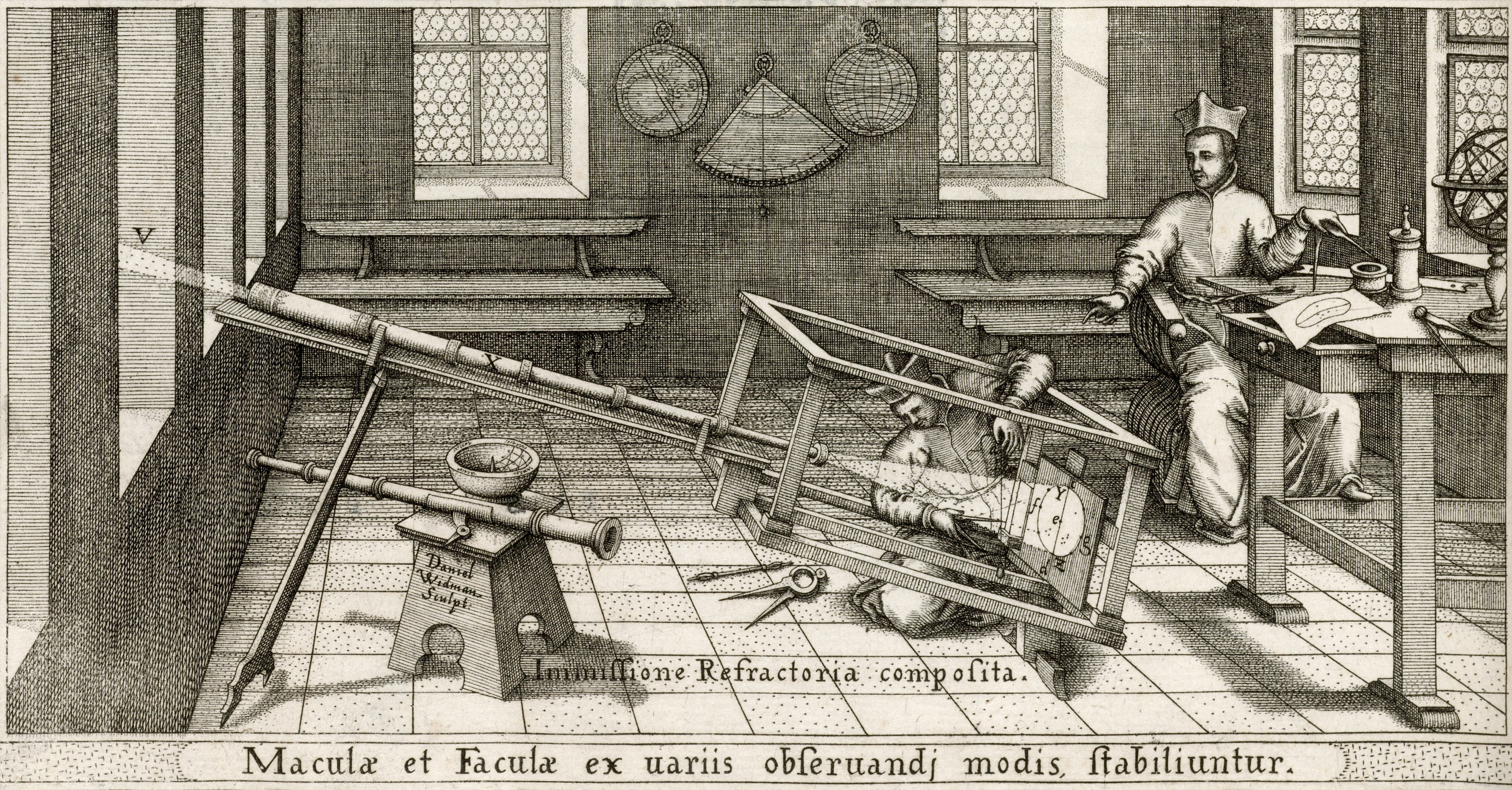
Obrázek z knihy Rosa Ursina

V roce 1614 v Ingolstadtu publikoval společně s Johannem Locherem Disquisitiones mathematicae, v roce 1615 v Augsburgu Sol ellipticus. Společně s Georgem Schönbergerem v Ingolstadtu Exegesis fundamentorum gnomonicorum, a v roce 1617 také v Ingolstadtu publikoval Refractiones coelestes. Složil také své zbývající sliby chudoby, zdrženlivosti, poslušnosti a věrnosti papeži 31. července 1617 ve městě Ingolstadt Otci Johannu Manhartovi. V témže roce si přál odejít do Číny jako misionář. Avšak Generál řádu Mutio Vitelleschi mu poslal dopis, ohlašující, že bude lepší když zůstane v Evropě a vytrvá ve svých studiích matematiky. V zimě na přelomu let 1617 a 1618 se na příkaz rakouského arcivévody Maxmiliana III. vrátil do Innsbrucku.

### Innsbruck, Freiburg, Nysa: 1617–1624
Po listopadu 1614 jej arcivévoda Maxmilián III několikrát povolal do Innsbrucku k diskuzím o astronomických a matematických otázkách. Arcivévoda obdržel astronomický dalekohled se dvěma spojnými čočkami, který ukazoval pozorované objekty převráceně. Scheiner doplnil třetí čočku a vytvořil tak terestrický (pozemní) dalekohled, který Maxmlianovi umožňoval pozorovat vzpřímené objekty. V Innsbrucku Scheiner vyvinul přenosnou cameru obscuru. Navíc byla konstruována cestovní camera obscura.
Po smrti Maxmiliána III. v roce 1618 byl, jako císařský představitel Tyrolska a Horní Provincie, ustanoven arcivévodou Leopoldem V. Habsburským. Ten, stejně jako jeho předchůdce Maxmilián, mu důvěřoval.
Svůj spis Oculus hoc est: Fundamentum opticum, který publikoval v Innsbrucku v roce 1619, obsahoval mnoho nových pohledů na fyziologii oka. Knihu napsal již dříve v Ingolstadtu. Oculus má tři části: první se věnuje anatomii oka, druhá refrakci paprsků uvnitř oka a třetí se zabývá sítnicí úhlem vidění. Scheiner znovu volí cestu pozorování a experimentu. Podobně jako před ním Kepler, konstatuje, že sítnice je sídlo vidění, a že optické nervy přenášejí obraz ze sítnice do lidského mozku. Scheiner byl znovu napomínán za jízdy z Innsbrucku do Halle ve velmi zatíženém kočáře taženém šesti koňmi. Generál řádu jezuitů Vitelleschi mu k tomu napsal dopis, Arcivévoda Leopold V. a s ním v rozmezí let 1620 až 1632 udržoval rozsáhlou korespondenci. V jednom dopise z roku 1626 arcivévodu Leopolda informoval, že Galileo Galilei doposud neslyšel o jeho práci týkající se slunečních skvrn.
Inventář Leopoldovy knihovny obsahuje práce Tycho Braha a Galilea: S Galileem vedl Leopold přátelskou korespondenci. 23. května 1618 obdržel Leopold od Galilea dalekohledy společně se spisem o slunečních skvrnách Discorso del Flusso e Reflusso del Mare.
V Innsbrucku stavěl nový jezuitský kostel. Řemeslníci začali pracovat na střeše v červenci 1624, avšak v září došlo k nečekanému zborcení střední části kůru a boční stěny směrem k ulici. Podle nového rozhodnutí kostel musel být otočen o 90° a rekonstruován.
Univerzita ve Freiburgu od začátku 17. století směřovala k rozkladu. Arcivévoda Leopold 16. listopadu 1620 povolal jezuitské otce, jako prvního "zdaleka nejznamenitějšího" Christopha Scheinera. Na jaře 1621 byl znovu předvolán, bez udání jasných důvodů: ve skutečnosti to bylo přání arcivévody Karla, který jej chtěl mít jako svého zpovědníka. Arcivévoda Karel cestoval za ním z Brixenu do Vídně, ze které se vrátil do Nysy až někdy mezi roky 1621 a 1622. V únoru 1623 byl ustanoven jako představený budoucí koleje Carolinum. Španělský král Filip IV. vybral Karla rakouského pro úřad vicekrále Portugalska. Arcivévoda Karel cestoval do Madridu. Scheiner musel cestovat do Říma, aby podnítil založení koleje Carolinumv Nyse. V Římě setrval déle než vyžadoval jeho úkol. V Rosa Ursina sive Sol napsal, že byl poslán do Říma "ad summum pontificem, ob certa peragenda negotia" (latinsky to znamená "k papežskému předvolání ..."). Jiné teorie, které říkají, že byl povolán do Říma jako astronomický odborník kvůli Galileovi, nebo že cítil svůj přesun do Nysy jako trest, nebyly potvrzeny. To bylo až 13 let později, kdy se vracel do Nysy přes Vídeň, kde zůstal nějakou dobu.

### Řím: 1624–1633
Když přišel v roce 1624 do Říma, žádali ho přátelé, aby napsal o svých pozorováních Slunce. Konečně měl čas na matematické knihy, mezi nimi na Galileova Il saggiatore, který obsahoval plagiáty Scheinerovy práce zatímco sám obviňoval jezuity z plagiátorství.
V letech 1629 a 1630 pozoroval Scheiner parhelia – nepravá slunce a halo. Jeho pozorování také zaznamenávají zatmění slunce z 8. dubna 1633.
Doba jeho pobytu v Římě odpovídá době konání známého procesu s Galileem. Galileo obdržel rozsudek 22. června 1633. Musel se vzdát svých prohlášení a to navzdory protestům, které zazněly dokonce i z katolické strany. Scheinerův vliv na soudní proces ale není prokázán. Soudní záznamy obsahují jen malou poznámku, že Scheiner je proti Copernikově teorii. V době soudu byl Scheiner v Římě a pobýval v semináři pro budoucí kněze.
V Římě napsal a vydal tři knihy:

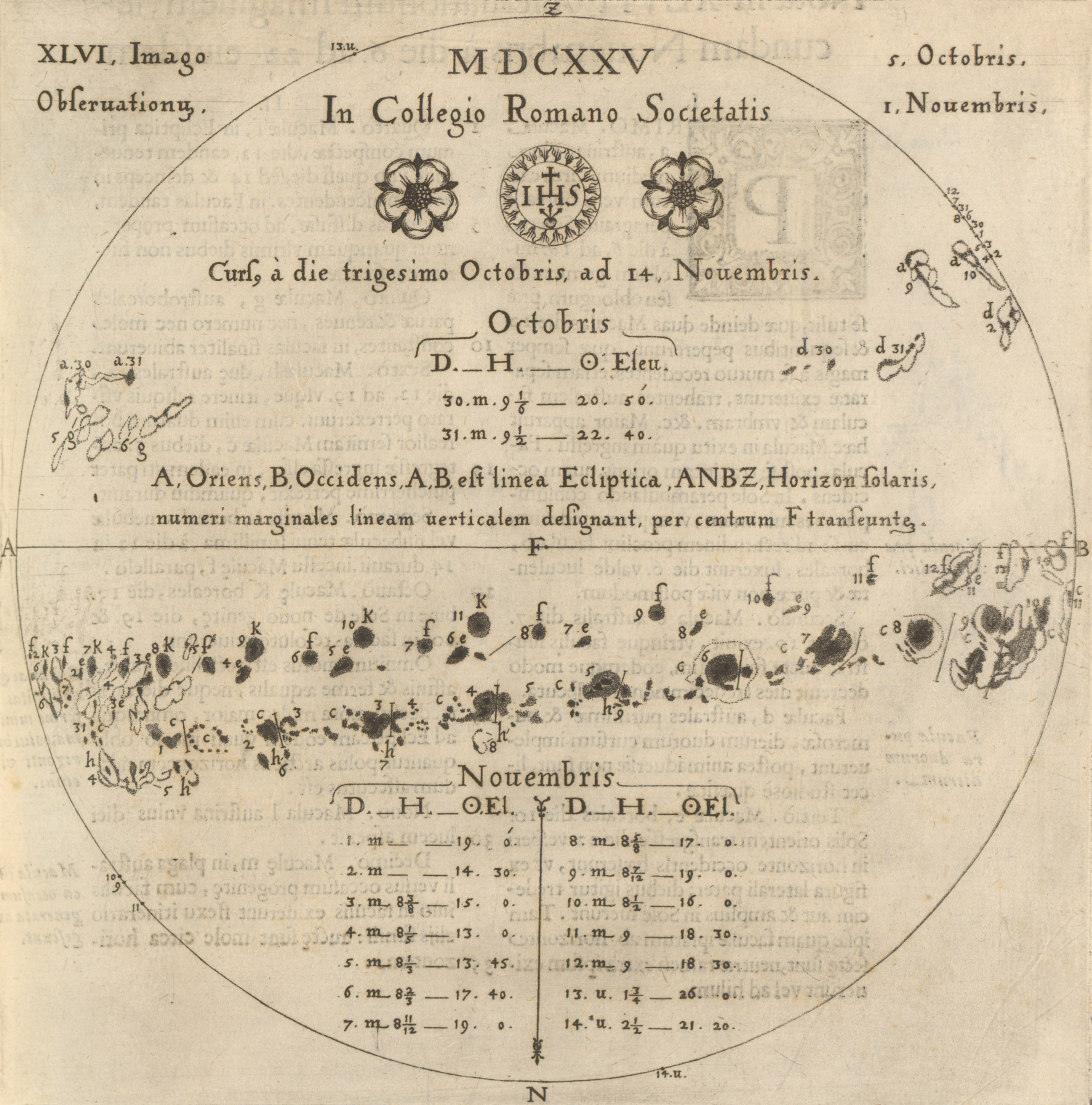
Jedno z mnoha Scheinerových vyobrazení slunečních skvrn a jejich pohybu v knize Rosa Ursina

1. Rosa Ursina sive Sol ex admirando facularum et macularum suarum phaenomeno varius (Bracciano, 1626–1630), v latinském překladu Růže medvědí neboli Slunce měnící se vlivem podivuhodného jevu plamenců a skvrn je rozsáhlá kniha o slunečních skvrnách, která následně dlouhou dobu sloužila jako základní práce o výzkumu slunečních skvrn. Práce má 820 stran a je rozdělena do čtyřech knih. V první části Scheiner diskutuje otázky priority objevu slunečních skvrn. Druhá část srovnává zobrazovací vlastnosti oka a dalekohledu, popisuje funkci dalekohledů, možnosti projekce pozorovaného obrazu na stínítko a funkci helioskopu. Třetí část prezentuje na více než 250 stranách komplexní soubor údajů ze Scheinerových pozorování slunečních skvrn. Čtvrtá kniha má dvě části: První se znovu zabývá slunečními jevy: slunečními skvrnami a jejich okolím, Scheinerem zjištěnou dobou rotace Slunce 27 dní i náklonem osy rotace Slunce. V druhé rozsáhlejší části diskutuje otázky o místě Slunce vzhledem k jiným vesmírným objektům. Porovnává vyjádření představitelů církve, citáty z Bible, názory starých i současných filozofů a to vše s cílem dokázat, že jeho geocentrický názor je v souladu s učením katolické církve.
2. Pantographice, knihu o pantografu, který vynalezl již v roce 1603.
3. Prodromus, práci zaměřenou proti heliocentrické teorii. Tuto svoji poslední práci napsal na přelomu let 1632 a 1633. Kniha vyšla až posmrtně v roce 1651.

### Vídeň: 1633–1637
Generál rádu Mutio Vitelleschi napsal Scheinerovi do Vídně svůj první dopis 21. ledna 1634. Tedy Scheiner se musel do Vídně vrátí mezi prosincem 1633 a lednem 1634. Scheiner byl proti svému návratu do Nisy. Ve Vídni byl Scheiner nucen čelit nejistému finančnímu krytí pro svoji knihu Rosa Ursina sive Sol.

### Nysa: 1637–1650
Po 15. listopadu 1637 byl Scheiner v Nyse j akorektor Carolina.
Scheinerova činnost v Nyse: školitel, zástupce rektora Carolina, učitel, zpovědník studentů. Scheinerův nekrolog z roku 1650 tvrdí, že Scheiner musel zůstat ve Vídni kvůli válce, a že musel utéct z Nysy se všemi astronomickými přístroji, že vstával časně, aby psal nebo četl, pečoval o zahradu a vlastníma rukama sázel stromy. Autor tohoto nekrologu zmiňuje Scheinerovu skromnost a dobročinnou lásku a zatímco byl mnohými závistivě sledován a „bojoval s nevraživostí sám“. Christoph Scheiner zemřel 19. července 1650 v Nyse.

## Dílo

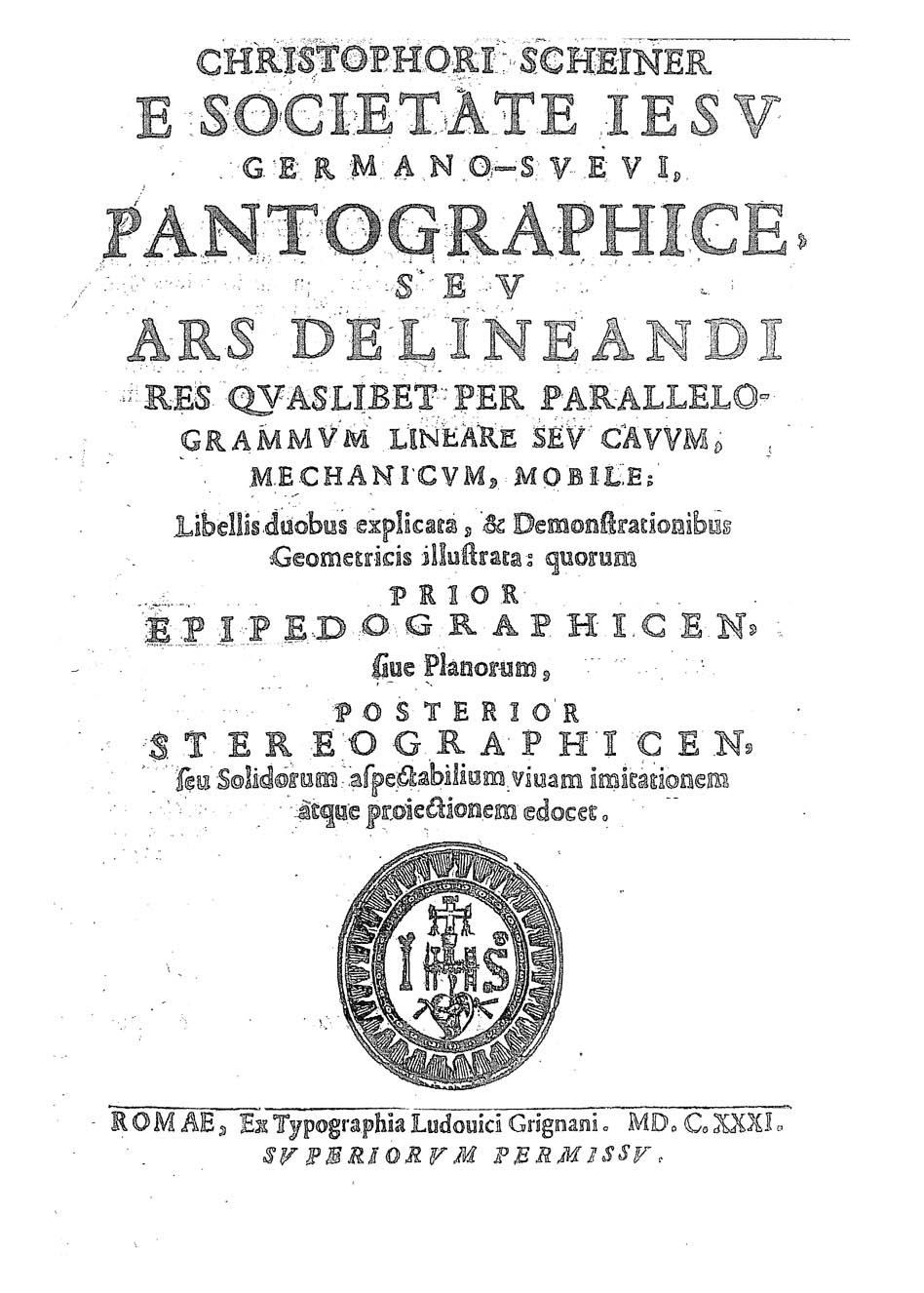
Pantographice, 1631

- Tres epistolae de maculis solaribus (Augsburg, 1612) IMSS Digital Library
- De Maculis solaribus et stellis circa Iovis errantibus accuratior Disquisitio (Augsburg, 1612) IMSS Digital Library
- Disquisitiones mathematicae (Ingolstadt, 1614, zusammen mit Stefan Locher) IMSS Digital Library
- Sol ellipticus (Augsburg, 1615) IMSS Digital Library
- Exegeses fundamentorum gnomonicorum (Ingolstadt, 1617)
- Refractiones coelestes sive solis elliptici phaenomenon illustratum (Ingolstadt, 1617) IMSS Digital Library
- Oculus, hoc est: Fundamentum opticum (Innsbruck, 1620) Gallica
- Rosa Ursina sive Sol. (Bracciano, 1626–30) IMSS Digital Library
- Pantographice seu ars delineandi (Rom, 1631) IMSS Digital Library
- Prodromus pro sole mobili et terra stabili contra ... Galilaeum a Galileis (Prag, 1651) IMSS Digital Library

## Památky

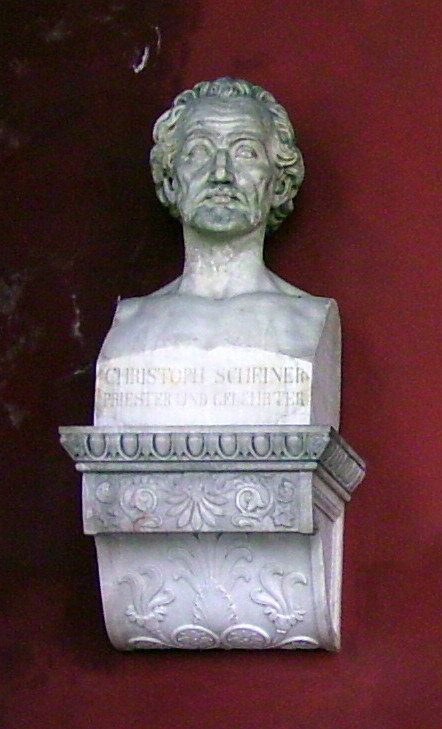
Scheinerova busta v Mnichově

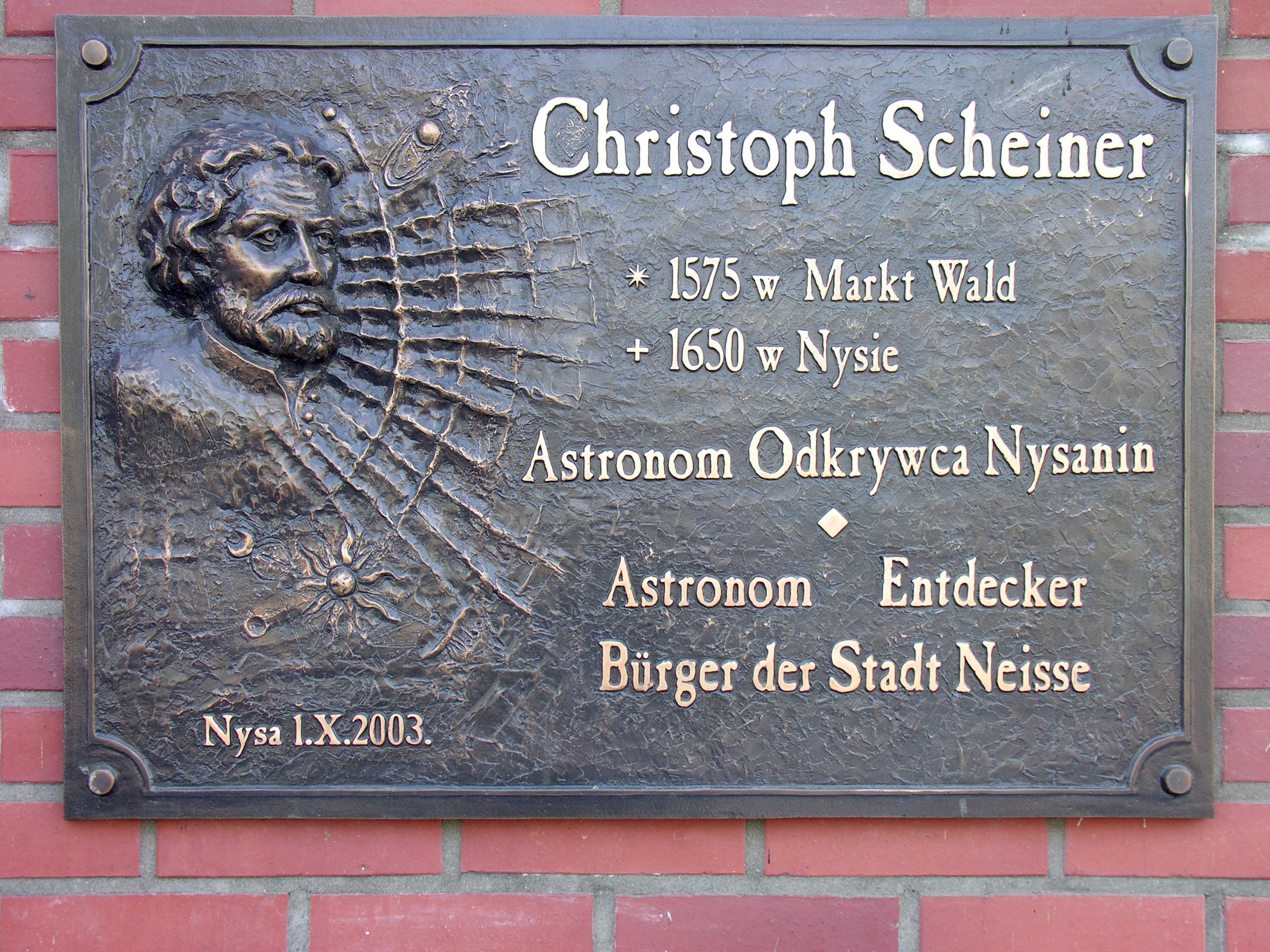
Deska na zdi v Nyse

Střední škola v Markt Waldu nese jeho jméno, stejně jako ulice a pamětní deska na radnici. V Ingolstadtu, je gymnázium Christopha Scheinera. Je po něm pojmenována i ulice v Mnichově vedoucí k univerzitní observatoří a třída v Berlíně. V roce 1999, byla v Ingolstadtu vydána mince s jeho podobiznou. Riccoli po něm pojmenoval měsíční kráter (průměr: 110 km, výška hráze: 5 500 m). Poštovní známka byla vydána v Rakousku (2005). Městské muzeum v Ingolstadtu má jeho obraz (z období po roce 1732).